# Amy Gillett
Amy Elizabeth Gillett (sinh ngày 9 tháng 1 năm 1976 - 18 tháng 7 năm 2005) là một vận động viên đua xe đạp lòng chảo và bơi thuyền người Úc, đại diện cho Úc trong cả hai môn thể thao này. Cô đã bị giết chết khi một tài xế đâm vào đội đua xe đạp đang tập luyện tại Đức.

## Tiểu sử
Gillett sinh ra ở Adelaide và học ở Annesley College.. Cô là một vận động viên thế giới vô địch thế hệ đầu tiên giành huy chương vàng trong cặp đôi vô danh tại Giải vô địch Thế giới Trẻ vào năm 1993 và chiếc côn trùng độc thân của nữ vào năm 1994. Safe đứng thứ 5 trong cuộc đua giành chức vô địch đơn tại Cúp Quốc gia được tổ chức tại Paris cùng năm.
Ở tuổi 20, cô là thành viên của 8 phụ nữ Úc tại Olympic Atlanta. Cô được hướng dẫn bởi Simon Gillett trong sự nghiệp chèo thuyền của cô và sau đó kết hôn với anh ta vào tháng 1 năm 2004 di chuyển đến Mount Helen gần Ballarat. Sau khi thất bại trong việc đưa đội tuyển Úc tham dự Olympics Sydney, cô đã bỏ môn thể thao này nhưng đã được xác định là một vận động viên đua xe đạp có tiềm năng. Cô là người được cấp học bổng cứu chèo thuyền và đi xe đạp của Viện Thể thao Úc.
Năm 2002, Gillett là người đầu tiên trong danh sách Cá nhân theo đuổi Úc, tổ chức tại Victoria. Từ năm 2002 đến năm 2005, cô là một thành viên của Viện Thể dục Thể thao của Úc và đại diện cho Úc trong Thế vận hội Bóng Đá 2002 và 2003. Trong khi cô không phải là thành viên của đội đua xe đạp Úc trong Thế vận hội Athens năm 2004, kết quả của cô trong năm 2005 đã được cải thiện đều đặn, bao gồm cả vị trí thứ ba trong Cuộc thi mở Australian Open Titles năm 2005. Cô được đánh giá là một trong số 100 người phụ nữ đi xe đạp trên đường cao nhất vào thời điểm cô qua đời và các quan chức đi xe đạp Úc đã xác định cô là một người đoạt giải tiềm năng trong Thế vận hội Commonwealth năm 2006 trong thời gian thử thách. Gillett cũng đang theo học Tiến sĩ tại Đại học Nam Úc vào thời điểm cái chết của cô.

## Qua đời
Gillett qua đời sau vụ tai nạn gần Zeulenroda, Đức vào ngày 18 tháng 7 năm 2005, khi một tài xế trẻ tuổi người Đức bị mất quyền điều khiển và lái xe của cô và đâm vào sáu thành viên của đội đua xe đạp nữ, đang chuẩn bị cho cuộc đua trên đường đua Thüringen Rundfahrt der Frauen. Năm trong số đồng đội của đội Gillett ở Úc bị chấn thương, phần lớn là rất nghiêm trọng. Katie Brown, Lorian Graham, Kate Nichols, Alexis Rhodes và Louise Yaxley được đưa ngay đến bệnh viện, với Rhodes và Yaxley bị chấn thương nặng. Graham và Brown đã gãy xương và Nichols đã bị gãy dây thần kinh phải phẫu thuật. Người lái xe vừa mới đủ điều kiện đã bị phạt 1440 euro và bị truất quyền lái xe trong 8 tháng.